# Tile Map Service
Tile Map Service або TMS — це специфікація кахельних вебкарт, розроблена Фондом геопросторових проектів з відкритим кодом. Як правило, для визначення потрібна структура URI, яка намагається відповідати принципам REST. Протокол TMS заповнює прогалину між дуже простим стандартом, що використовується OpenStreetMap, та складністю стандарту Web Map Service, надаючи прості URL-адреси плиткам, одночасно підтримуючи альтернативну просторову систему посилань.